# 香港終審法院
香港終審法院（ほんこんしゅうしんほういん、英語: Hong Kong Court of Final Appeal、繁体字中国語: 香港終審法院）は、香港特別行政区の司法機構における最上級裁判所である。高等法院からの上訴を管轄し、最終的な審判を下す。1997年に香港が中国へ返還されたのと同時に、設立された。返還前も香港には「最高法院」が存在したが、本国であるイギリスの枢密院司法委員会に上訴することができた。この役割を担う機関として、返還後に設置されたのが終審法院であった。また、終審法院の設置により、返還前に香港に存在した「最高法院」は、返還後に「高等法院」となった。

## 法解釈
終審法院には、法解釈権が与えられている。ただし、香港特別行政区の法律に限定され、全国性法律に対する解釈権はない。香港基本法を含めた全国性法律の解釈権は全人代常務委員会にある。実際には、全人代常務委員会の下にある香港マカオ基本法委員会が解釈について議論を行う。
1999年の香港居住権問題では、香港住民を片親に持ち、中国本土で生まれた子供が香港居住権を持つか否かが争点となった。終審法院は、香港法に対する解釈としてこれを認めた。しかし、全人代常務委員会は、香港基本法の規定に関わる事柄であり、この問題について香港の終審法院には解釈権がないとの判断を示した。その上で、香港住民が片親でも中国本土で生まれた子供には、香港居住権を認めなかった。つまり、香港の終審法院による解釈権が否定されるという事態が発生したのである。そのため、全人代常務委員会の解釈権は、香港における司法の独立を損なうものとの見方もある（香港特別行政区基本法#香港基本法に対する解釈権とその行使事例の項目も参照）。

## 終審法院の法官（裁判官）
終審法院の長は首席法官（英: Chief Justice）である。終審法院首席法官は、香港司法機構の長でもある。行政長官が指名し、立法会の承認を経て、全国人民代表大会常務委員会によって任命される。終審法院首席法官は、他国に永住権を持たない中国公民でなければならない。

## 首席法官

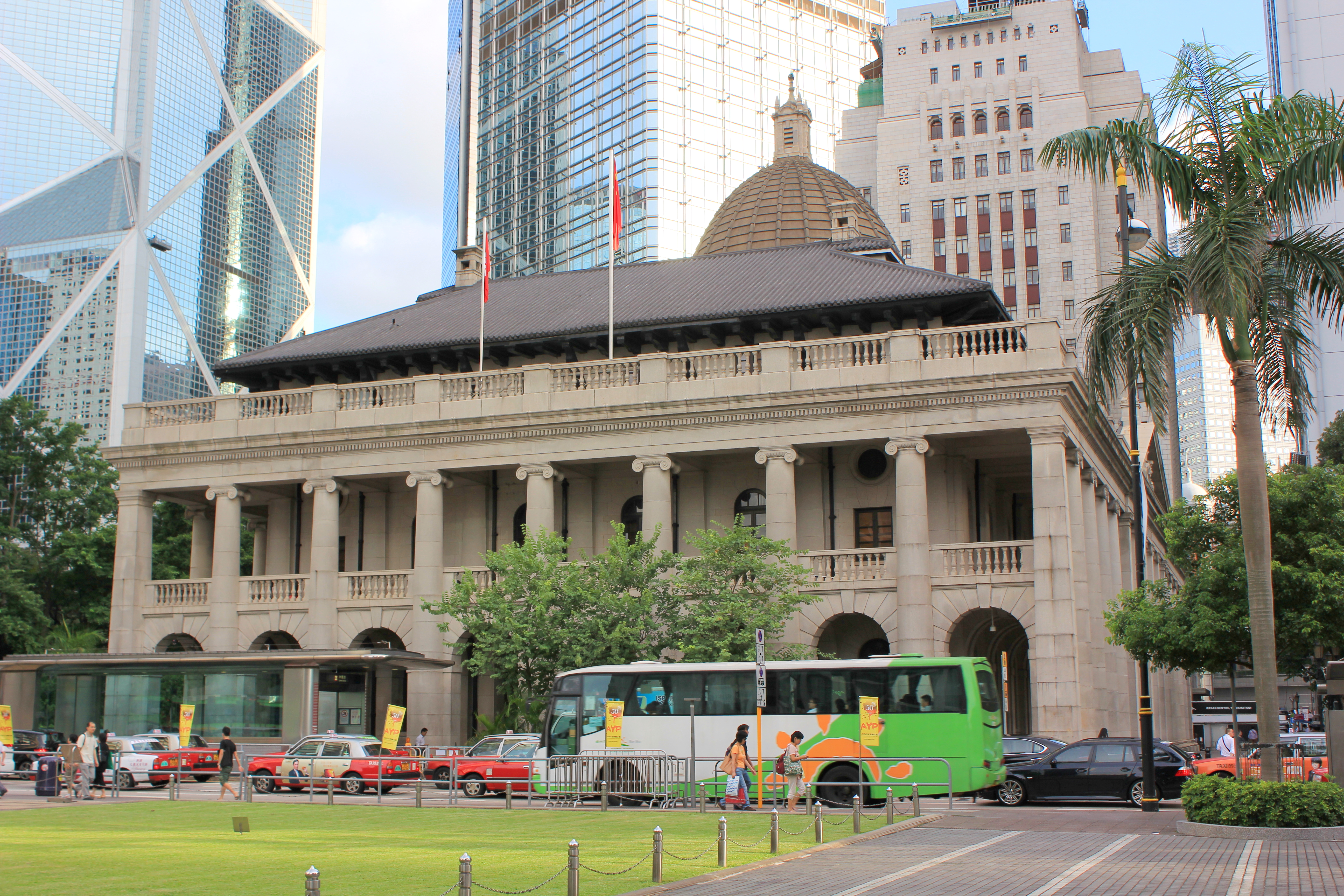
現終審法院庁舎

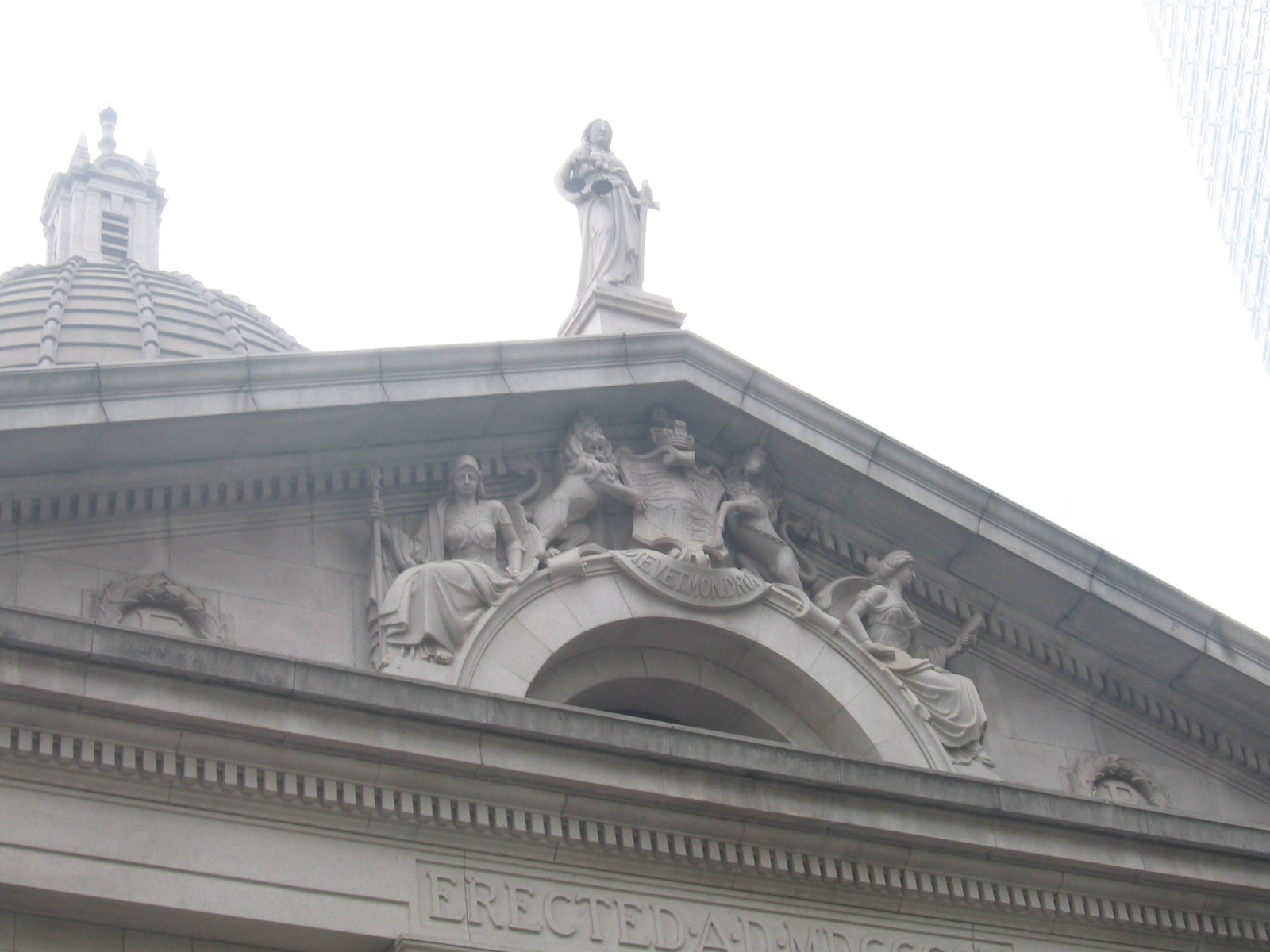
正義の女神テミス像

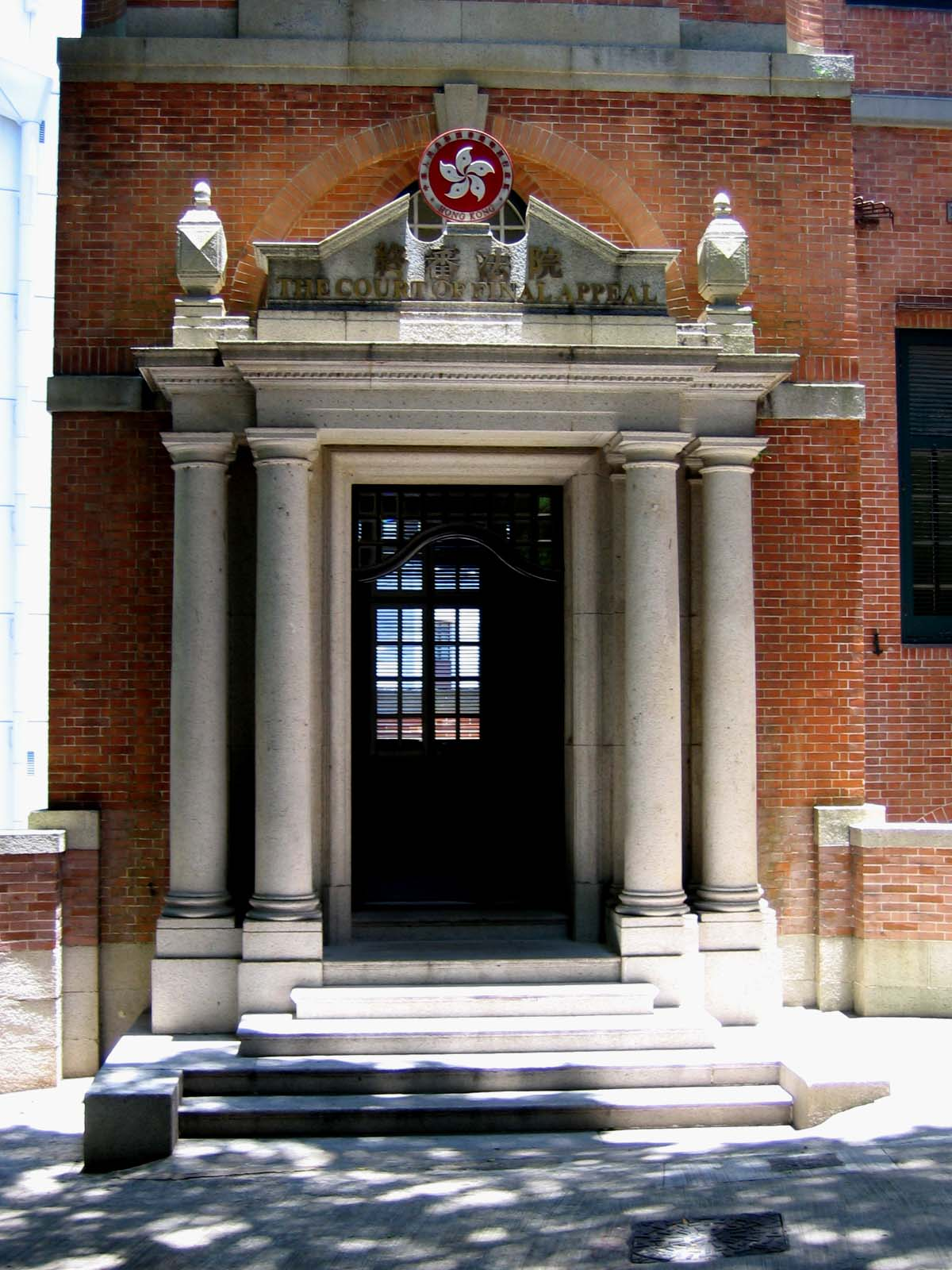
旧庁舎(1997年-2015年)

- 李國能 (1997年7月-2010年8月)
- 馬道立 (2010年9月-2021年1月)
- 張挙能 (2021年1月-)

## 庁舎

### 1997年 - 2015年
前法國外方傳道會大樓（英: Former French Mission Building）
1917年にパリ外国宣教会により建設され、御影石と赤レンガで構成されたその建造様式はエドワード朝時代（1900年代）に人気があったネオクラシカルスタイルである。パリ外国宣教会は1953年に香港政庁にこれを売却し、以来、教育署、ヴィクトリア地方法院、最高法院、政府新聞処の庁舎として使われた。1997年の香港返還に伴う終審法院の発足により、当初の所在地となった。

### 現庁舎
終審法院大樓（英: The Court of Final Appeal Building）
1912年にルガード総督が開設して以来、1978年の地下鉄工事による損傷を受けてヴィクトリア地方法院庁舎に移転するまで、最高法院（現在の高等法院）の庁舎として使われた。修復後、1985年からは立法局議事堂、1997年以降2011年まで香港特別行政区立法会議事堂として利用された。
歴史建築として保存されている2階建てのネオクラシカル建築で、特徴的な柱が支える。目隠しをし、手に天秤を持って立つギリシャ神話の正義の女神テミス像が正面中央の屋根に立つ。